# Ernesto Treccani
Ernesto Treccani (* 26. August 1920 in Mailand; † 27. November 2009 ebenda) war ein italienischer Maler.

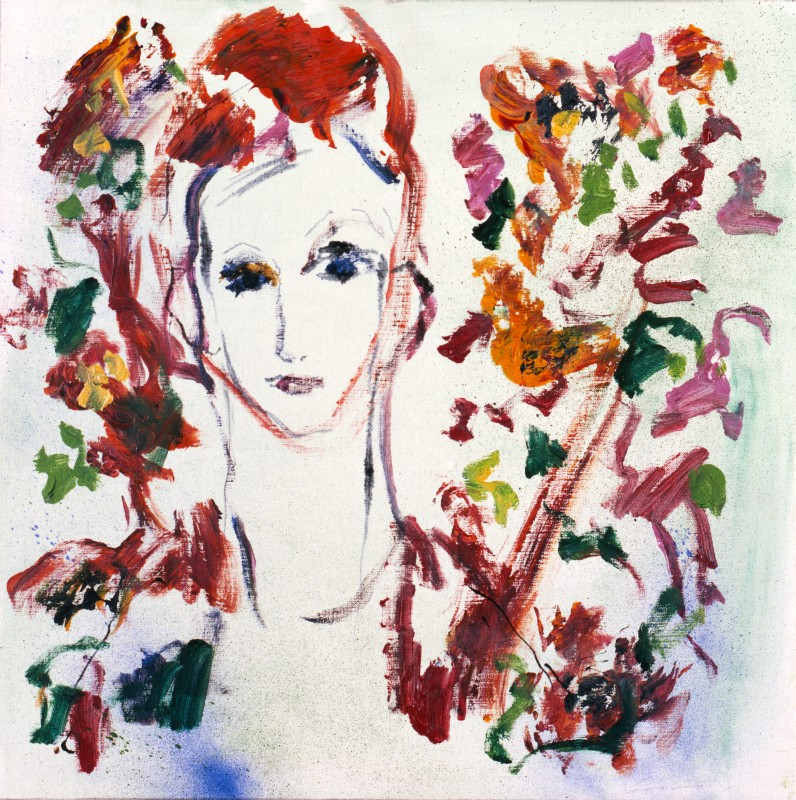
Ritratto, 1980–1990 (Fondazione Cariplo)

Treccani war eine der Hauptpersonen der zeitgenössischen italienischen Malerei und Exponent des italienischen Neorealismus. Er wurde Dichter des Bildes genannt.
1938 gründete er die Zeitschrift Corrente di Vita giovanile. Die Mitglieder der Künstlergruppe Corrente hatten eine antifaschistische Einstellung. Zu Beginn des Zweiten Weltkriegs wurde die Zeitschrift verboten. Treccani trat der Kommunistischen Partei Italiens bei und ging in den Widerstand.
1978 kreierte Treccani in Mailand das Studienzentrum „Fondazione Corrente“. Neben permanenten Ausstellungen werden in dem Museo Treccani auch viele zeitgenössische Ausstellungen organisiert.

## Bibliographie
- A.A.V.V., Ernesto Treccani, Galleria Civica  d’arte moderna di Ferrara, Ferrara 1974, S. 89.